# Pietro Mascagni
Pietro Mascagni, italijanski operni skladatelj, * 7. december 1863, Livorno, † 2. avgust 1945, Rim.
Deloval je v obdobju verizma. Napisal je šestnajst oper, a si je nesmrtnost zagotovil s svojo prvo opero, Cavallerio rusticano (krstna uprizoritev je bila 17. maja 1890 v Rimu). Nobena od ostalih oper ni namreč požela takšnega uspeha kot ravno ta.

## Opere (izbor)
- Cavalleria rusticana (Siciljanska kmečka čast) (1890)
- Prijatelj Fritz (1891)
- Iris (1898)
- Parizina (1913)
- Neron (1930)